# Lord of Ultima
Lord of Ultima war ein Browser-Strategiespiel von Electronic Arts, das von 2010 bis 2014 existierte.

## Spielprinzip
Wie in vielen Online-Strategiespielen war der Spielinhalt von Lord of Ultima, Ressourcen zu managen, mit Hilfe dieser Ressourcen eine Armee aufzubauen und mit Hilfe dieser Armee andere Spieler zu besiegen. Spielziel war es, zusammen mit seiner Allianz der Lord of Ultima zu werden. Dazu versuchten alle Spieler einer Allianz, Paläste in ihren Burgen zu bauen und diese dann stufenweise auszubauen. Für acht Tugenden musste eine Allianz je einen Palast der zehnten Stufe besitzen, damit die Allianz in der entsprechenden Welt gewinnen konnte. Es wurde ausschließlich gegen menschliche Spieler gekämpft, computergenerierte Figuren kamen nicht zum Einsatz.
Das Spiel gehörte zur Ultima-Reihe. Es war aber vom Gameplay her nicht mit den anderen Spielen der Ultima-Reihe zu vergleichen, es erinnerte eher an Die Siedler oder an die Anno-Spieleserie.

## Entwicklung und Veröffentlichung
Das deutsche Entwicklerstudio Phenomic war für die Entwicklung von Lord of Ultima verantwortlich. Herausgeber war Electronic Arts. Am Spiel mitgewirkt hat der geistige Vater der Siedler-Reihe, Volker Wertich. Das Spiel lief als Free-to-play-Spiel unter anderem auf der Plattform Bigpoint, wo es im Mai 2011 zu den Top-10-Spielen gehörte. Die grundlegenden Funktionen waren kostenlos erhältlich; um das Gameplay zu vereinfachen, waren kostenpflichtige Zusätze erhältlich. Laut Aussage von Phenomic soll das Spiel im Vergleich zu anderen Browserspielen gut aufgenommen worden sein.
Im Juli 2013 wurde das Entwicklungsstudio Phenomic überraschend geschlossen. Das operative Geschäft mit Lord of Ultima wurde an das zu Electronic Arts gehörende, schwedische Studio Easy Games übertragen. Im Februar 2014 gab Electronic Arts die Einstellung des Spiels am 12. Mai 2014 bekannt.
Im Januar 2016 veröffentlichte das unabhängige Studio Gaming Addict Studios mit Crown of the Gods ein Browserspiel, das die Spielmechanik von Lord of Ultima detailliert nachbildet.

## Rezeption
Aus Sicht des Online-Portals von GameStar ist das Spiel für ein Browserspiel sehr aufwändig entwickelt worden. 2011 gewann Lord of Ultima beim "MMO of the Year"-Wettbewerb den Audience Award in den Kategorien "Most Innovative Game Design" und "Technical Achievement"; EA Phenomic errang außerdem den Audience Award als "Best Studio".